# Marmaris

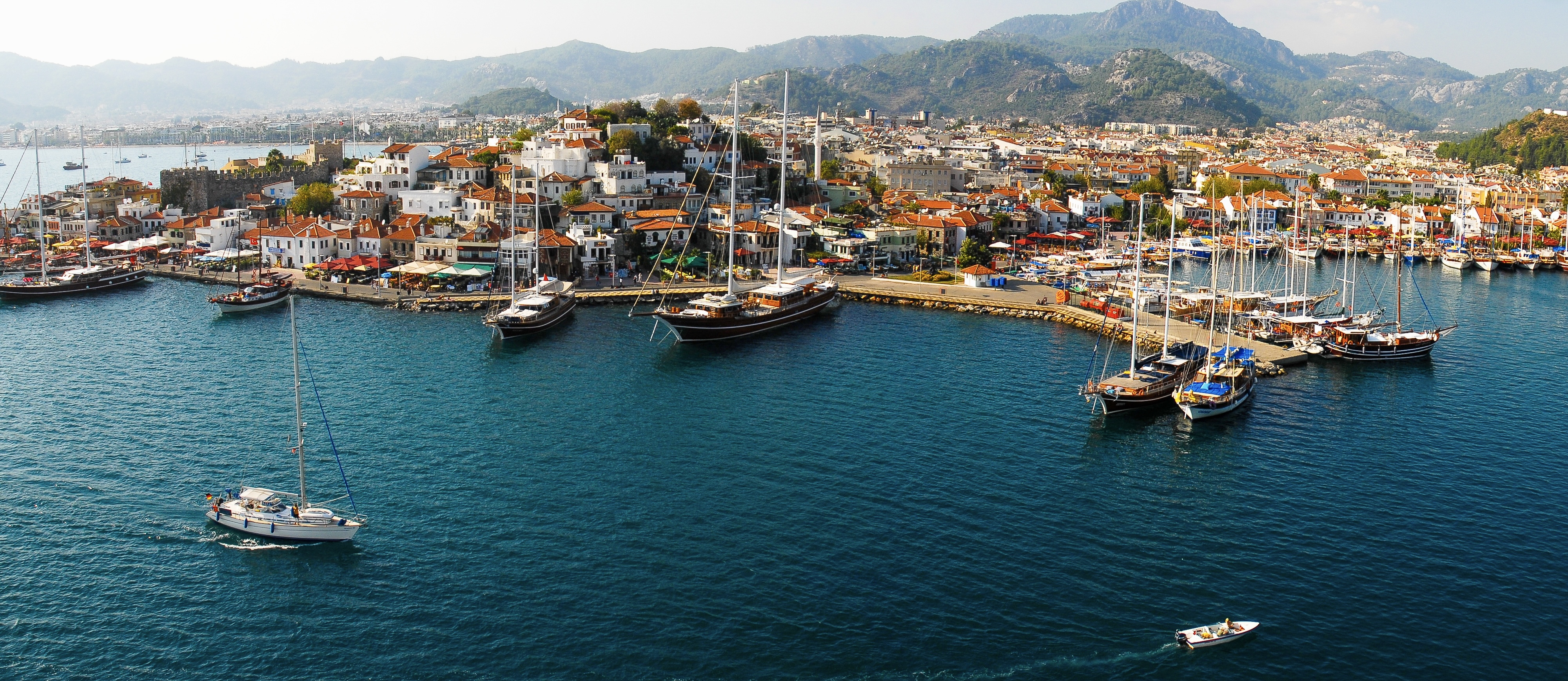
Castle and harbour of Marmaris

Marmaris là một huyện thuộc tỉnh Muğla, Thổ Nhĩ Kỳ. Huyện có diện tích 878 km² và dân số thời điểm năm 2007 là 73461 người, mật độ 84 người/km².